# Ян де Вит
Ян де Вит (на нидерландски Johan de Witt) (24 септември 1625 – 20 август 1672) е нидерландски политически деец и фактически ръководител на Съединените провинции от 1653 до 1672 г. Официално заема поста Велик пансионер на Холандия и Зеландия (двете най-важни провинции) във времето на най-голям просперитет на страната.

## Ситуацията в началото на 50-те години
От създаването си през втората половина на ХVІ в. Нидерландската република се ръководи във военно отношение от щатхаутер. Щатхаутерите са авторитетни личности и често усвояват повече власт, отколкото се иска на другия основен управляващ орган – Генералните щати. Дългата война с Испания (виж Осемдесетгодишна война) поддържа непрекъснато това статукво, но през 1648 г. тя най-после приключва (виж Вестфалски мирен договор). При това положение щатите настояват за разпускане на армията и съкращаване на военния флот. Тогавашният щатхаутер Вилем ІІ не се съгласява. Той опитва да наложи мнението си със сила, но възниква опозиция от „регентите“ на Амстердам Андриес Бикер и Корнелис де Грайф. Те са арестувани. В края на 1650 г. Вилем ІІ внезапно умира (едва 24-годишен), а седмица по-късно се ражда единственият му син – бъдещият Вилем ІІІ. Предложението малкото дете да стане щатхаутер с помощта на регент е отхвърлено от богатите холандски търговци, тъй като подобен акт би бил чисто монархически. Вместо това държавата навлиза в чисто републикански период на споделена власт (т. нар. Първи период без щатхаутер) – времето, в което Ян де Вит се оказва начело на управлението.

## Ранни години
Един от хората, възпротивили се срещу диктата на Вилем ІІ, е кметът на Дордрехт Якоб де Вит. Той е заможен търговец и баща на Ян де Вит. Ян също е роден в Дордрехт. Той произхожда от стар род (корените му се проследяват до 1295 г.). Учи в Лайденския университет, обикаля Англия и Франция, за да натрупа опит. Съвсем млад вече е практикуващ адвокат и през 1650 г. става пансионер на родния си град. Три години след това се издига до пансионер на Холандия. Това е един от високите граждански постове в републиката, а в условия без щатхаутер – фактически най-високият. През 1655 г. се жени за Вендела Бикер, дъщеря на убития от Вилем ІІ Андриес Бикер – тоест за жена от средите на най-богатите и влиятелни нидерландски родове, която придава на Ян де Вит още повече тежест. От 1653 до 1672 г. младият адвокат направлява съдбините на републиката без да има пълна власт над нея. Всяко негово предложение се разглежда от Генералните щати и от отделните провинции. Той успява да се наложи с интелекта и авторитета си.

## Управление

### Вътрешна политика
Ян де Вит, подпомаган от своя брат Корнелиус, се стреми да развива световната търговия на републиката и да утвърди нейното място като основен доставчик на луксозни стоки от Далечния Изток за Европа. Той е привърженик и на децентрализацията в страната. Републиката се състои от седем провинции със свои органи на управление. Дотогава тя е била по-скоро федерация, но той я подтиква към конфедеративен принцип. Много от действията му са за лична облага. Използва техники като патронаж, преследване на противниците, корупция. Негов основен противник е Оранжистката партия (привържениците на рода на щатхаутерите), подкрепяна от бедните слоеве и от недобре развитите провинции. Тя обаче няма лидер и в началото е безсилна. Подкрепян е от богатите търговци, които контролират три четвърти от финансите на страната. Успява през 1654 г. да прокара закон, с който изключва всички наследници и роднини на Вилем ІІ от управлението. Когато през 1660 г. в Англия се възцарява Чарлз ІІ – съюзник и чичо на Вилем ІІІ, законът е отменен. През 1666 г., за да държи младия принц под контрол, той го взема при себе си и го обявява за „дете на републиката“. Генералните щати забраняват Вилем ІІІ да бъде щатхаутер – лична победа за де Вит. Все пак той не успява да се справи с нарастващата популярност на принца. В Холандия Вилем ІІІ не е толкова харесван, но останалите провинции го подкрепят.

### Външна политика
Основен принцип на Ян де Вит е избягването на войните, за да не се вдигат данъците и да не се увеличава влиянието на Оранжистката партия. Скоро разбира, че това е само хубаво пожелание. Републиката държи твърде много стратегически позиции и богатства, за да очаква, че няма да бъдат оспорвани. Той се издига до върховете, докато тече Първата англо-холандска война (1652 – 1654) – тежка и в крайна сметка изгубена от холандците. Впоследствие той полага усилия за засилване на флота – защото не е доволен от отбранителната позиция на щатите и защото е „опитен познавач на морското дело“. Във Втората англо-холандската война (1665 – 1667) републиката се представя много по-добре, благодарение на великия си адмирал Михил де Ройтер.
Ян де Вит се намесва и в Малката северна война между Дания и Швеция (1655 – 1660). Шведските успехи заплашват свободата на плаване в Балтийско море, а там преминават холандските кораби с дървен материал и кожи. Ето защо републиката подкрепя Дания и през 1660 де Вит лично способства за сключването на мирен договор. През 1662 г. той сключва съюз с току-що възкачилия се френски крал Луи ХІV. Получава от него ограничена помощ срещу Англия, но в същото време агресивната политика на Краля Слънце го притеснява. По време на Деволюционната война (1667 – 1668) френските армии навлизат в Испанска Нидерландия и наближават земите на републиката. Де Вит търси съюза на Англия и Швеция и този Троен съюз разгневява Луи XIV. Той успява да изолира холандците, като подкупва Чарлз ІІ и Карл ХІ и подготвя война за унищожението на Съединените провинции. Великият пансионер така и не си дава сметка за надвисналата опасност.

## Смърт
На 6 април 1672 г. Луи ХІV обявява война на Нидерландската република. 120-хилядна френска армия начело с големите маршали Тюрен и Конде напредва към Амстердам с парализираща скорост. Само след месец тя вече е окупирала половината република. В началото на май отчаяният Ян де Вит решава да отвори дигите към морето и да залее част от земите. Така французите са спрени, но хиляди имоти са опустошени от водата. Давайки си сметка, че се е провалил, той не бяга от отговорност, а остава до последно да организира отбраната. Авторитетът на Вилем ІІІ рязко нараства.
През юни правителството на Съединените провинции преговаря с Франция за мир. Условията на Краля Слънце са безцеремонни и унизителни. Въпреки това богатите семейства обмислят възможността да ги приемат. Когато това става ясно, бедните слоеве, крайните калвинисти и земевладелците се обединяват против тях. На 2 юли в Холандия избухва въстание и това е началото на края за Ян и Корнелиус де Вит. Братята са арестувани, а в края на месеца са лишени от всичките си постове. Обвинени са (несправедливо) в заговор срещу живота на Вилем ІІІ, а после и в държавна измяна. На 4 август започва процес с предрешен край, защото възмущението срещу братята де Вит е огромно. До присъда обаче не се стига. На 19 август пред двореца на Генералните щати в Хага озверялата тълпа разкъсва охраната на арестантите и ги линчува. Разправата е жестока, останките от жертвите са окачени на един уличен фенер.
Без съмнение Ян де Вит не заслужава подобна съдба, защото приносите му за държавата са много. Дори катастрофата през 1672 г. не е фактически държавна измяна, а безотговорност и нехайство, които не би трябвало да се наказват със смърт. Кръвопролитието е толкова ужасно, че всички политици се разграничават от него. Вилем ІІІ не е в Хага и това го спасява от подозрения в подстрекателство. Това, по думите на Калин Тодоров, е „най-черната страница в холандската история и пръв случай на масовизирана психоза за разправа с държавен глава“.